# سومرسوورث
سومرسوورث (نيوهامشير) (بالإنجليزية: Somersworth, New Hampshire)‏ هي مدينة تقع في الولايات المتحدة في مقاطعة سترافورد.  يقدر عدد سكانها بـ 11,766 نسمة ومساحتها 25.9 كم2 وترتفع عن سطح البحر 62 متر.

## معرض صور

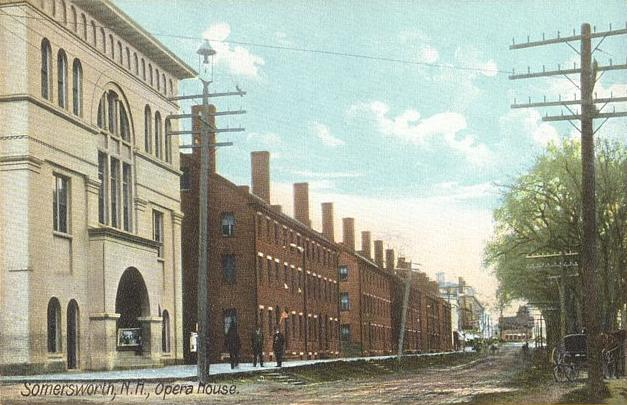
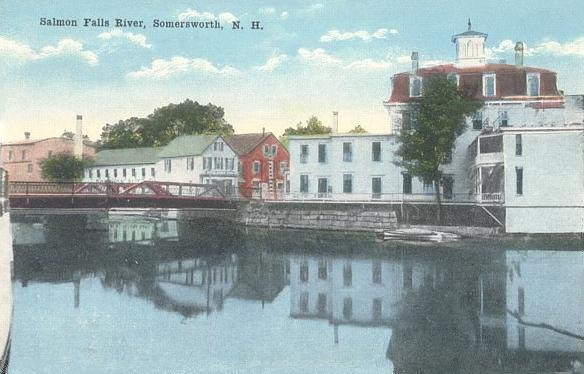
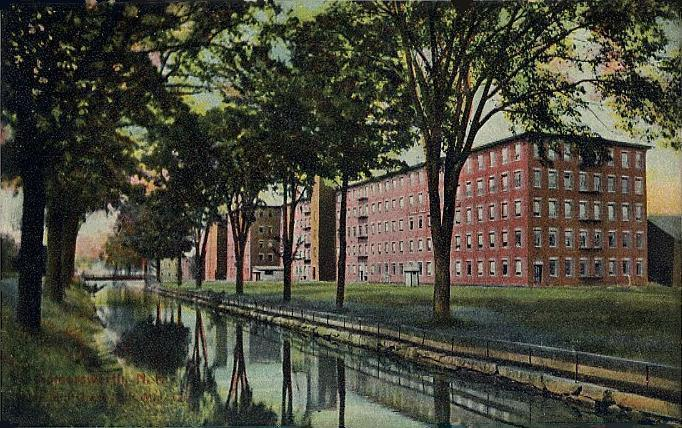
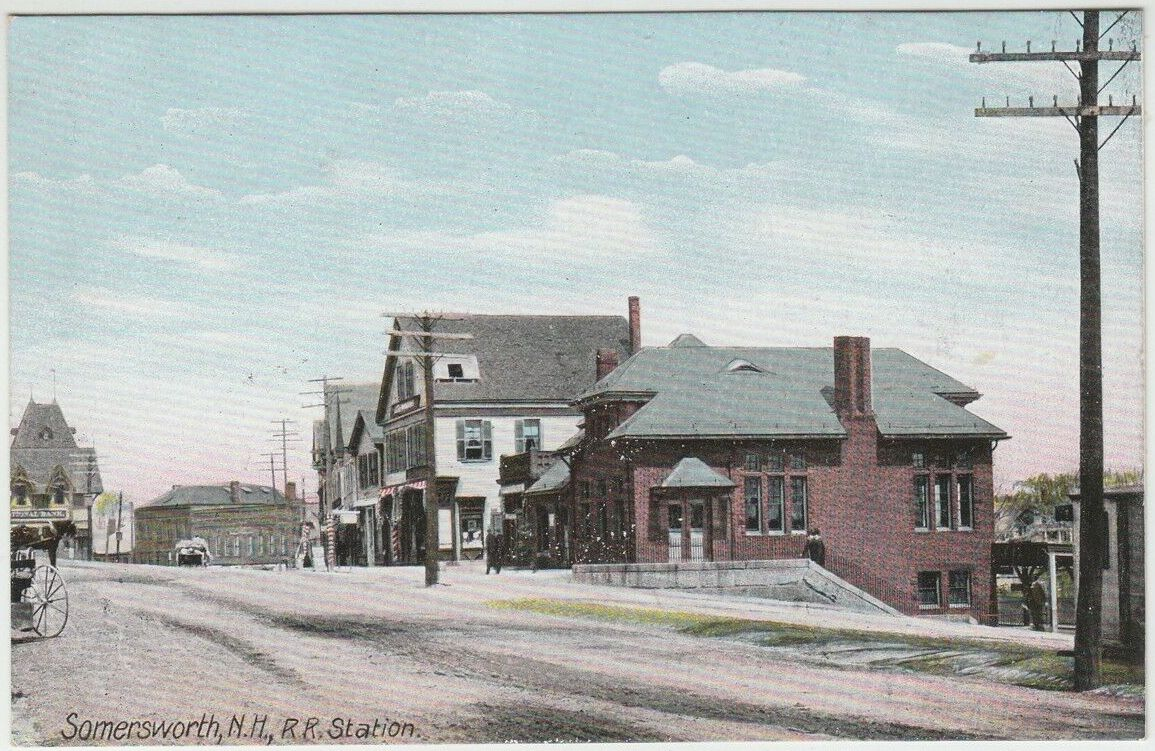

## أعلام
- إدوارد إتش. رولينز
- ستيوارت شايس
- جون سوليفان